# Fudbalski klub Radnički Obrenovac
Il Fudbalski klub Radnički Obrenovac (in serbo Фудбалски клуб Раднички Обреновац?), conosciuto semplicemente come Radnički (O), è una squadra di calcio di Obrenovac, un comune componente la città di Belgrado (Serbia).

## Nome
Radnički in serbo significa lavoratore.

## Storia
Il club viene fondato nel 1927 su iniziativa della SKJ, la lega dei Comunisti di Jugoslavia, viene bandito nel 1929 e costretto a cambiare il nome in Karađorđe, poi nel 1932 in OSK e nel 1937 in Trgovački (commerciante). Nel 1939 ridiventa Radnički, ma nel 1941 cambia ancora in Zanatlija (artigiano). Durante la seconda guerra mondiale il club sospende l'attività.
Nel 1947 il club viene ripristinato col nome Radnički. Nel 1950 si laurea campione di Serbia, nel 1952 vince la "zona di Belgrado provincia" e viene eliminato ai quarti di finale, mentre nel 1953 si piazza quinto sempre nel campionato provinciale della capitale.
Nel 2001 si fonde con, in realtà l'assorbe, il Milicionar, così riesce ad ottenere due promozioni consecutive che lo portano nella massima divisione, con l'orgoglio di raggiungere i quarti di finale in coppa sconfitto dalla Stella Rossa. L'avventura in Prva liga dura due annate, 2002–03 (12º) e 2003–04 (penultimo e retrocesso); successivamente è rapido il ritorno in terza divisione dove milita tuttora.

### Cronistoria
| Stagione | Campionato           | Campionato | Campionato | Campionato                    | Coppa   |
| Stagione | Categoria            | Liv.       | Posizione  | Verdetti                      | Coppa   |
| -------- | -------------------- | ---------- | ---------- | ----------------------------- | ------- |
| 2000–01  | Srpska liga Belgrado | III        | 1º         | Promosso                      |         |
| 2001–02  | 2. liga Nord         | II         | 1º su 18   | Promosso                      | Quarti  |
| 2002–03  | 1. liga              | I          | 12º su 18  |                               |         |
| 2003–04  | 1. liga              | I          | 15º su 16  | Retrocede                     | 16esimi |
| 2004–05  | 1. liga Srbija       | II         | 17º su 20  | Retrocede                     | 16esimi |
| 2005–06  | Srpska liga Belgrado | III        | 17º su 20  |                               |         |
| 2006–07  | Srpska liga Belgrado | III        | 7º su 18   |                               |         |
| 2007–08  | Srpska liga Belgrado | III        | 2º su 16   | Perde gli spareggi-promozione |         |
| 2008–09  | Srpska liga Belgrado | III        | 6º su 16   |                               |         |
| 2009–10  | Srpska liga Belgrado | III        | 2º su 16   |                               |         |
| 2010–11  | Srpska liga Belgrado | III        | 9º su 16   |                               |         |
| 2011–12  | Srpska liga Belgrado | III        | 2º su 16   |                               |         |
| 2012–13  | Srpska liga Belgrado | III        | 2º su 16   |                               |         |
| 2013–14  | Srpska liga Belgrado | III        | 6º su 16   |                               |         |
| 2014–15  | Srpska liga Belgrado | III        | 14º su 16  |                               |         |
| 2015–16  | Srpska liga Belgrado | III        | 8º su 16   |                               |         |
| 2016–17  | Srpska liga Belgrado | III        | 10º su 16  |                               |         |
| 2017–18  | Srpska liga Belgrado | III        | 5º su 16   |                               |         |
| 2018–19  | Srpska liga Belgrado | III        | 6º su 16   |                               |         |
| 2019–20  | Srpska liga Belgrado | III        |            |                               |         |

## Stadio
Lo Stadion Radničkog na Vašarištu (Stadio del Radnički presso la fiera) è il campo di gioco del club. È stato costruito nel 2001 ed ha una capienza di 4052 posti.

## Giocatori
- Dušan Kerkez
- Nemanja Supić
- Goran Lazarevski
- Chris Megaloudis
- Filip Đuričić
- Radosav Petrović
- Alen Stevanović
- Veseljko Trivunović
- Nenad Jestrović
- Jovan Markoski

## Allenatori
- Boško Đurovski
- Gojko Zec
- Milan Živadinović

## Palmarès

### Competizioni nazionali
- Srpska Liga: 1

2000-2001 (girone Belgrado)
- Druga liga SR Jugoslavije: 1

2001-2002 (girone Nord)

### Altri piazzamenti
- Srpska Liga:

Secondo posto: 2007-2008 (girone Belgrado), 2009-2010 (girone Belgrado), 2011-2012 (girone Belgrado), 2012-2013 (girone Belgrado)